# Casa de los Picos
La Casa de los Picos (littéralement, Maison des Pics) est un édifice historique de la ville de Ségovie, région de Castille-et-Léon, en Espagne.

## Description
Il se trouve dans la ville de Ségovie, capitale de la province homonyme, en Castille-et-Léon. Il s'agit d'un bâtiment du dernier tiers du XVe siècle bâti par Pedro López de Ayala, et acquis plus tard par le regidor Juan de la Hoz. Il est situé Calle Juan Bravo, en plein centre historique de la capitale ségovienne.
Il est connu par le décor de sa façade, avec 617 pics (picos) de granite, et par sa cour Renaissance. 

Il présente beaucoup de similarité avec des édifices tels que la Casa de las Conchas de Salamanque, le Palazzo dei Diamanti de Ferrare, en Italie, et la Casa dos Bicos de Lisbonne.

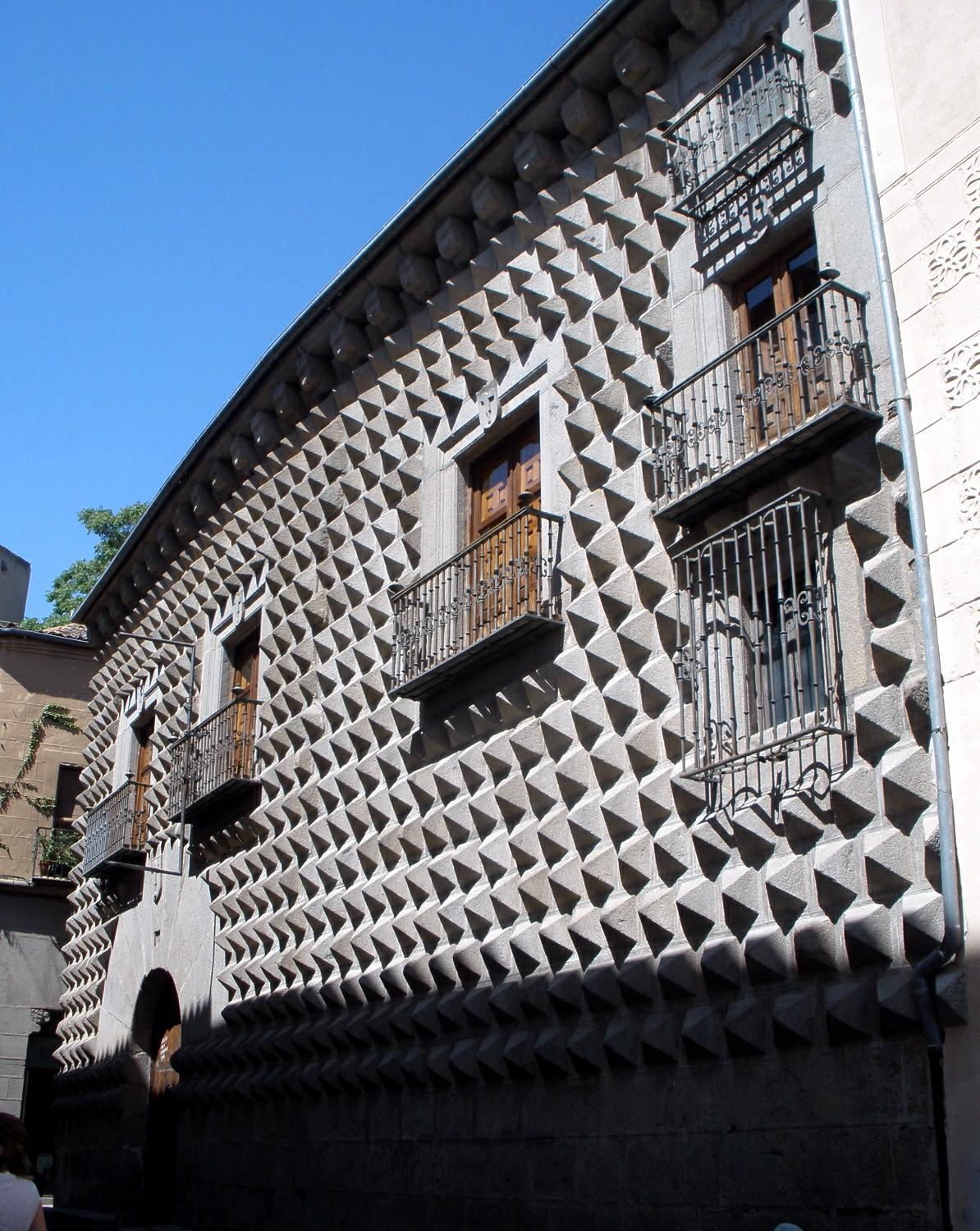
Vue des picos de la façade
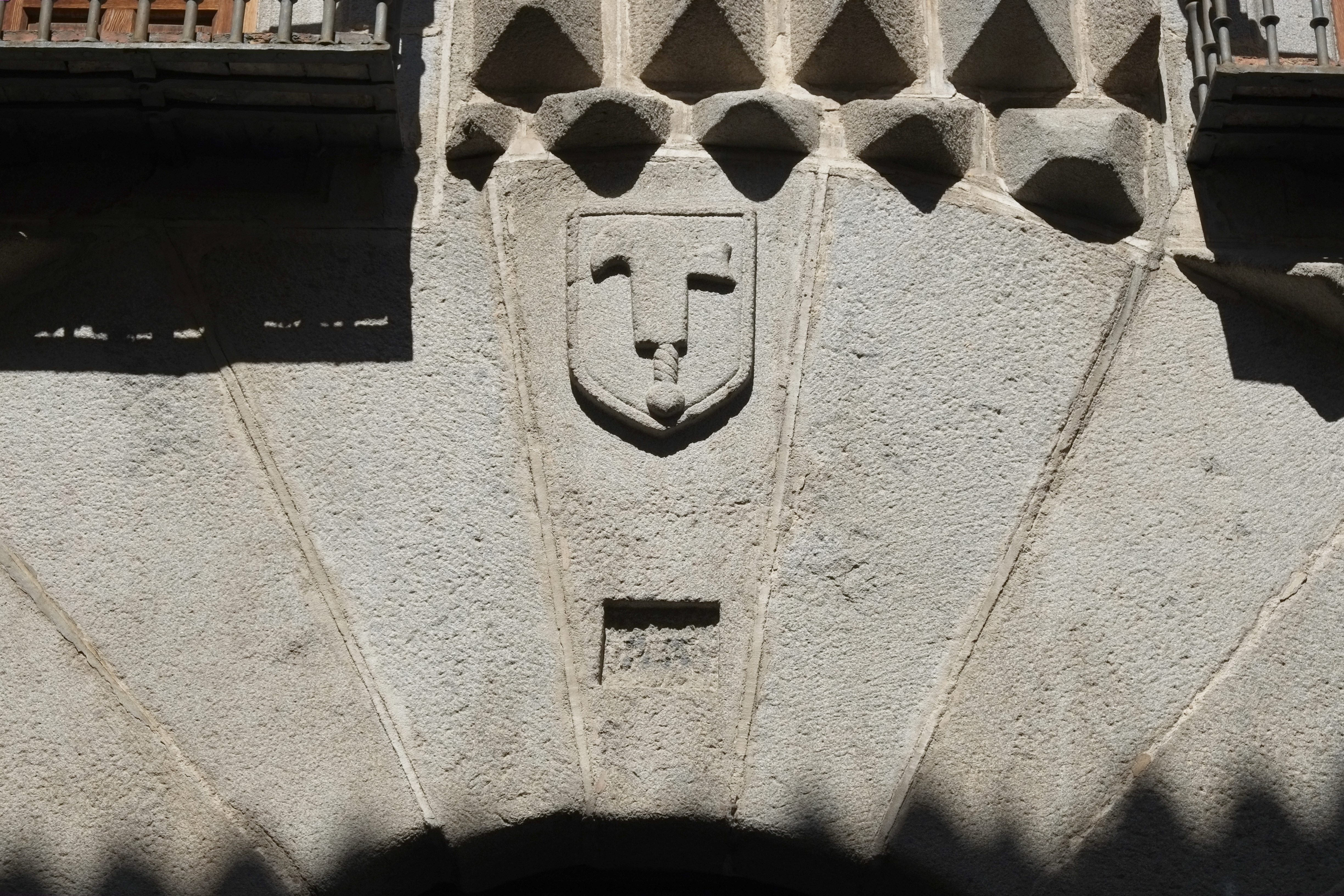
Blason
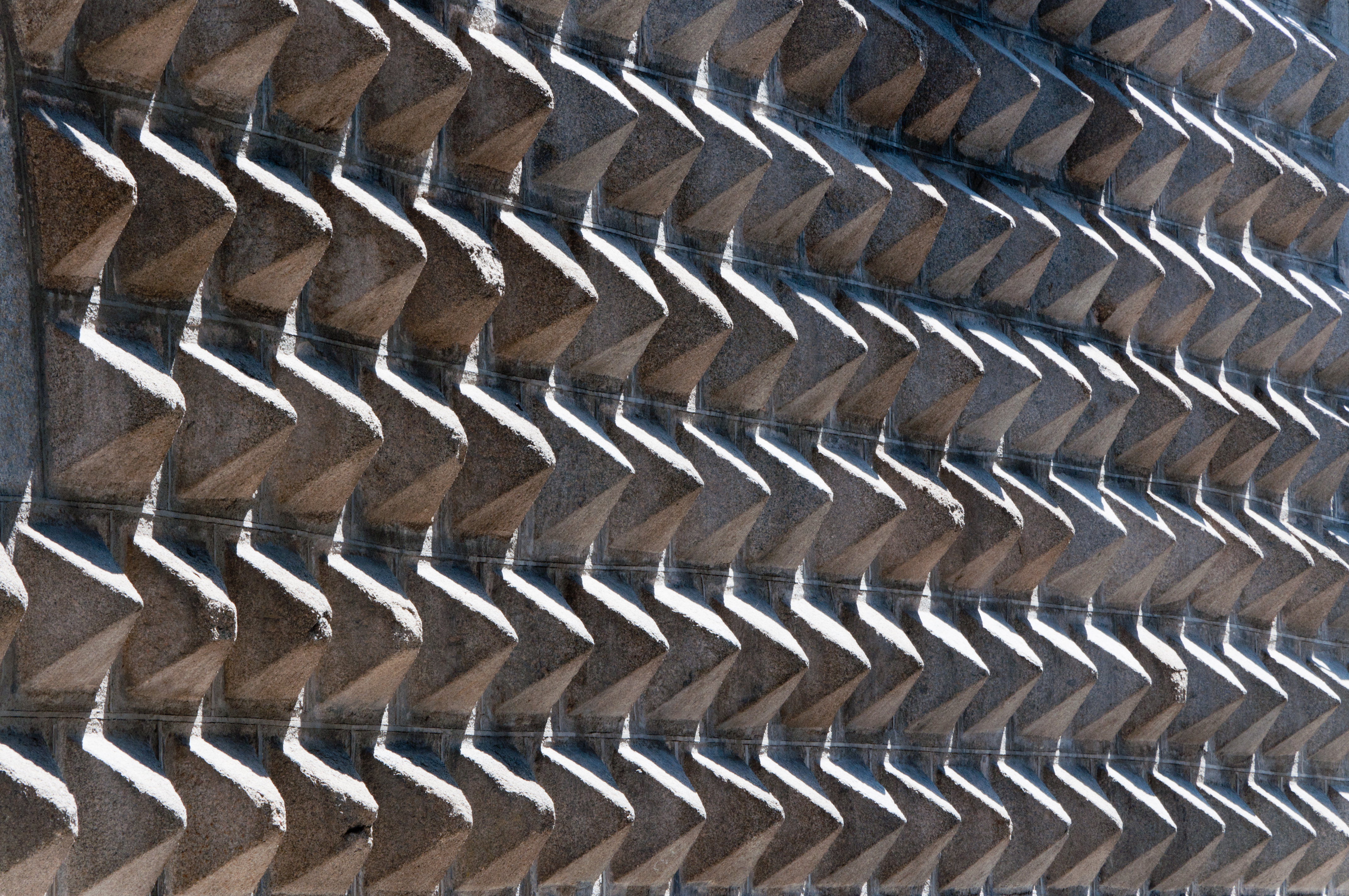
Détail